# Andrew Meikle
Andrew Meikle (ur. 1719, zm. 27 listopada 1811 w Houston Mill w East Linton, w hrabstwie East Lothian) – szkocki wynalazca, jeden z pierwszych inżynierów mechaników. W roku 1786 wynalazł (część ekspertów uważa, że jedynie udoskonalił wcześniejszą konstrukcję) młocarnię, maszynę służąca do młócenia, czyli do oddzielania ziaren zboża od kłosów. Uważany za jednego z najważniejszych wynalazców brytyjskiej rewolucji agrarnej (koniec XVII w.).
W 1750 wynalazł także młyn wiatrowy typu "sprężynowe żagle" (ang. "spring sails"), które zastąpiły wcześniejsze proste konstrukcje z płótna żaglowego (używanego do budowy żagli). Konstrukcja była zbudowane w postaci serii ramion w kształcie migawek (podobnie jak migawka aparatu fotograficznego), których powierzchnia mogła być zmieniana za pomocą specjalnych dźwigni, pozwalając tym samym na łatwą i bezpieczną kontrolę wiatraka na wypadek silnych porywów wiatru i burzy.
Meikle pracował jako konstruktor urządzeń przemysłowych (millwright) w Houston Mill. Pod jego wpływem John Rennie stał się znanym inżynierem budowlanym.
Zmarł w Houston Mill, został pochowany w na cmentarzu East Linton's Prestonkirk (w pobliżu ojca Rennie, George’a, który prowadził farmę niedaleko posiadłości Phantassie).